# Schramberg-Formation
Als Schramberg-Formation bezeichnet man Rotliegend-Sedimente im Schramberg-Becken, die bei Schramberg in Baden-Württemberg eine außergewöhnlich hohe Mächtigkeit von mehr als 400 m aufweisen und im Unteren Perm vor 272–296 Millionen Jahren als Schuttfächer-Sedimente abgelagert wurden. Es handelt sich überwiegend um rotbraune, schlecht sortierte Arkose-Brekzien und ‑Konglomerate (Fanglomerate). Sie bilden den Abtragungsschutt des Variskischen Gebirges, das im Erdaltertum als Folge der Kollision von Kontinentalplatten (Gondwana und Laurasia) als Faltengebirge Mittel- und Westeuropas lange vor dem Schwarzwald entstanden war.